# La colla de la selva al rescat!: El retorn al gel
La colla de la selva al rescat!: El retorn al gel (títol original en francès, Les As de la jungle : Opération banquise) és una pel·lícula d'animació francesa de comèdia dirigida per David Alaux i Éric Tosti, emesa per primera vegada el 31 de desembre de 2011. És un migmetratge basat en la sèrie La colla de la selva al rescat!. S'ha doblat al català pel canal SX3, que va emetre-la per primera vegada el 30 de març de 2023.
Es va distribuir als cinemes a partir del 10 d'abril de 2013 en més de 150 països del món. Se'n van vendre 100.000 DVD als Estats Units. La pel·lícula va rebre el 10 de desembre de 2011 el premi Procirep de productor francès de televisió en la categoria animació, i el Premi del Públic del Festival Animpact Max 2012 a Corea del Sud en la categoria de llargmetratge d'animació, així com el Kidscreen Award 2013 en la categoria d'entreteniment infantil.

## Sinopsi
A Pol Sud, el poble dels pingüí emperadors és atacat per un grup de morses. Així, dos pingüins arriben a la selva i demanen reforços als animals més estranys i particulars: en Maurice, un pingüí que es creu un tigreM en Fred, un facoquer encantador; en Gilbert, el tarser paranoic; la guineu voladora Baticia; el goril·la Miguel i el peix tigre Junior.

## Repartiment
- Philippe Bozo: Maurice
- Emmanuel Curtil: Al
- Céline Monsarrat: Batricia
- Michel Mella: Fred
- Paul Borne: Bob, líder de les morses
- Laurent Morteau: Gilbert
- Pascal Casanova: Miguel
- Barbara Tissier: Ping
- Alexis Tomassian: Pong
- Jean-Philippe Puymartin: Anaconda
- Jules Timmerman i Camille Timmerman: veus addicionals